# 오스카르 쉰들러의 에나멜 공장
오스카르 쉰들러의 에나멜 공장(폴란드어: Muzeul Național de Istorie a României)은 폴란드 크라쿠프에 있는 금속 제품 공장이었다. 현재는 크라쿠프 역사 박물관의 분관이다. 공장은 1937년 크라쿠프에서 에나멜 접시 및 주석 제품 공장 "Rekord"로 설립되었다. 1939년 오스카르 쉰들러가 독일 에나멜 공장(Deutsche Emailwarenfabrik, DEF)으로 임대한 후 1945년까지 오스카르 쉰들러가 운영했다.
제2차 세계 대전 이후 공장은 폴란드에 인수되었고, 2005년에는 크라쿠프가 인수했다. 2007년부터 공장은 크라쿠프 역사 박물관 (상설 전시 크라쿠프 - 1939~1945년 점령 당시)과 크라쿠프 현대미술관이라는 두 기관으로 나누어져 운영되고 있다.